# Памятники Петру I
Память о Петре I увековечена во многих городах России и Европы.

## История
Старейшим и наиболее известным памятником основателю Российской империи является «Медный всадник» в Петербурге, его изготовление и возведение заняло более 10 лет. Скульптура Петра работы Б. К. Растрелли была создана ранее Медного всадника, но установлена перед Михайловским замком позднее. Самый большой по размеру памятник Петру установлен в 1997 году в Москве на Москве-реке (скульптор З. Церетели).

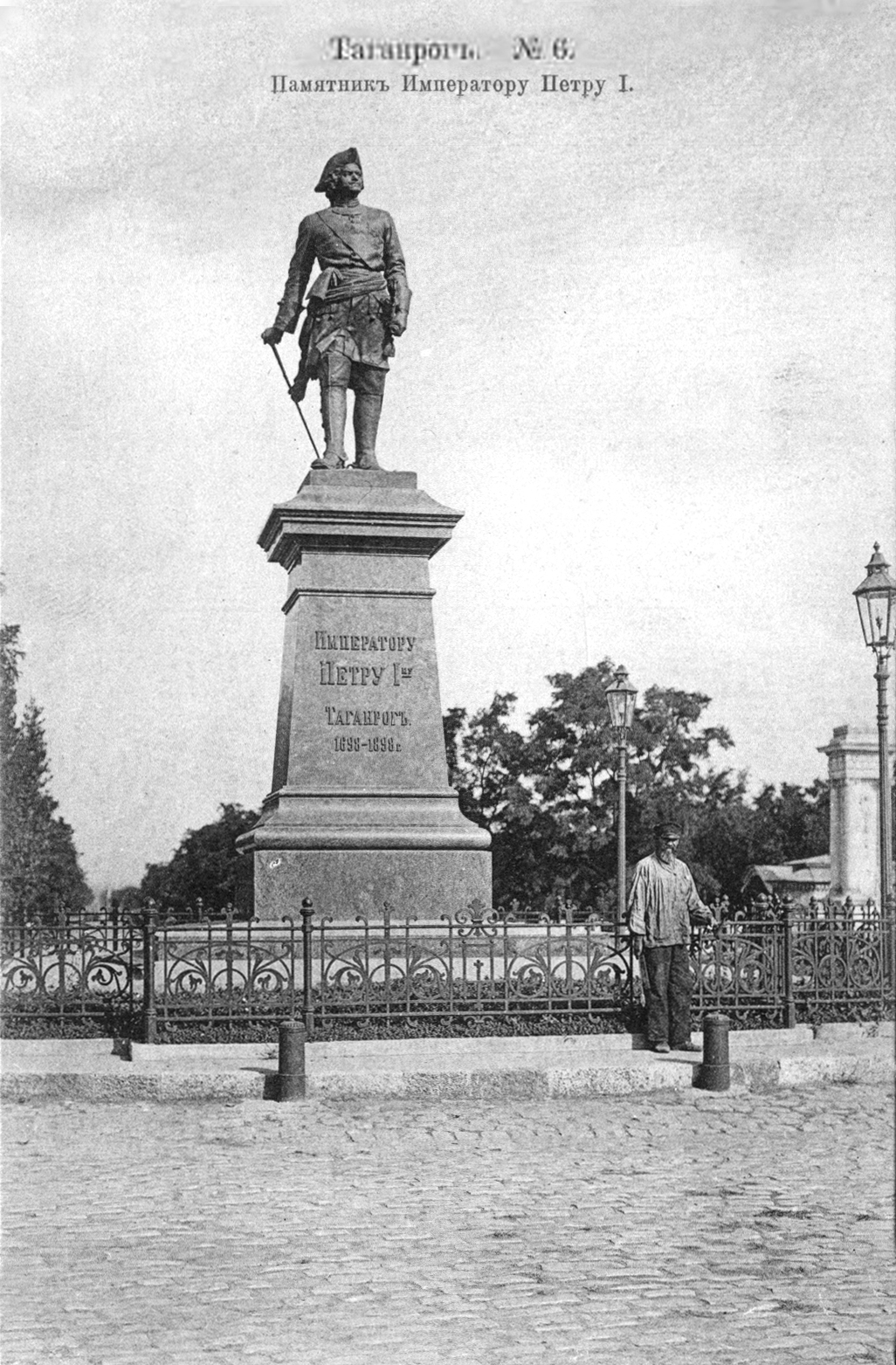
Памятник Петру Великому в Таганроге. Возведён в 1903 году. Скульптор М.М. Антокольский (открытка начала XX века)
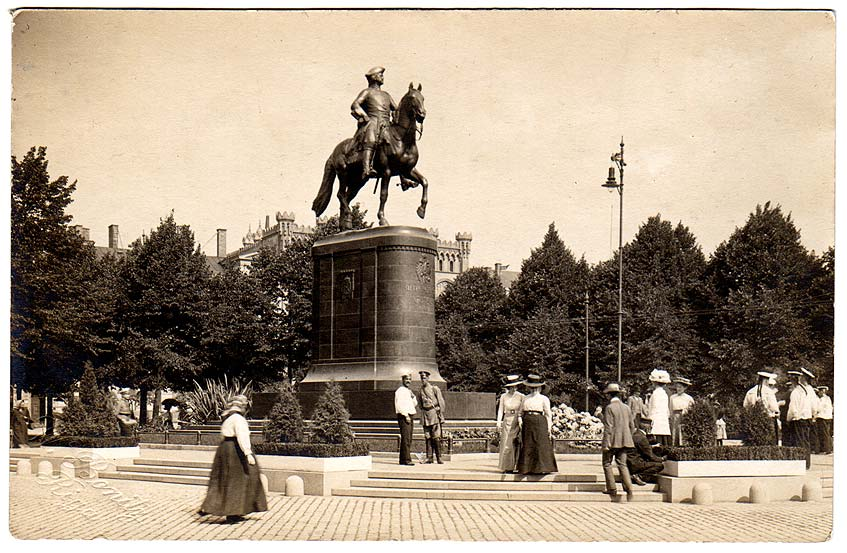
Памятник Петру I в Риге, возведённый в 1910 году и снятый с пьедестала  для эвакуации в Петроград в 1915 году. Скульптор Шмидт-Кассель
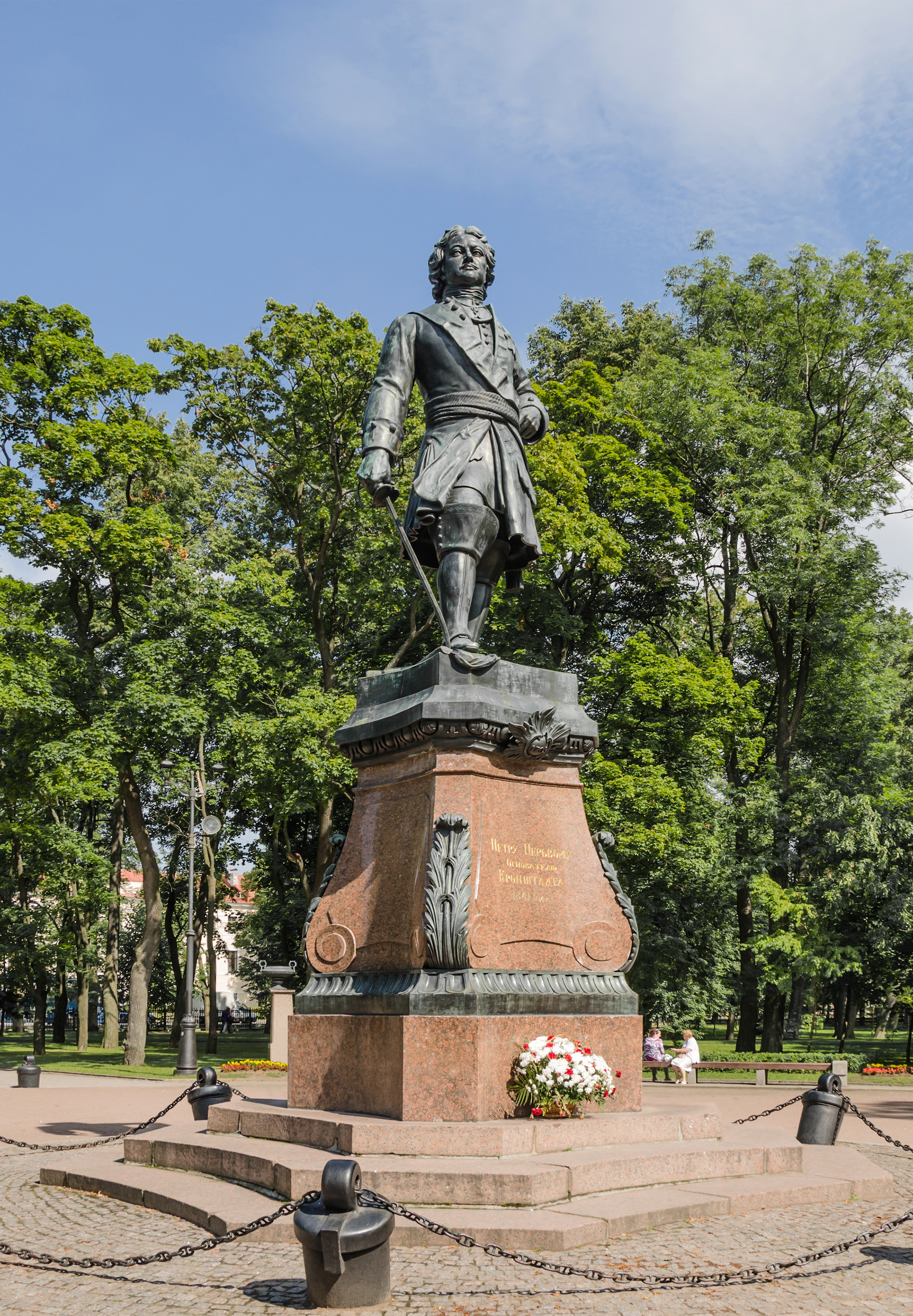
Памятник Петру I в Кронштадте, возведённый в 1841 году основателю города. Скульптор Жак
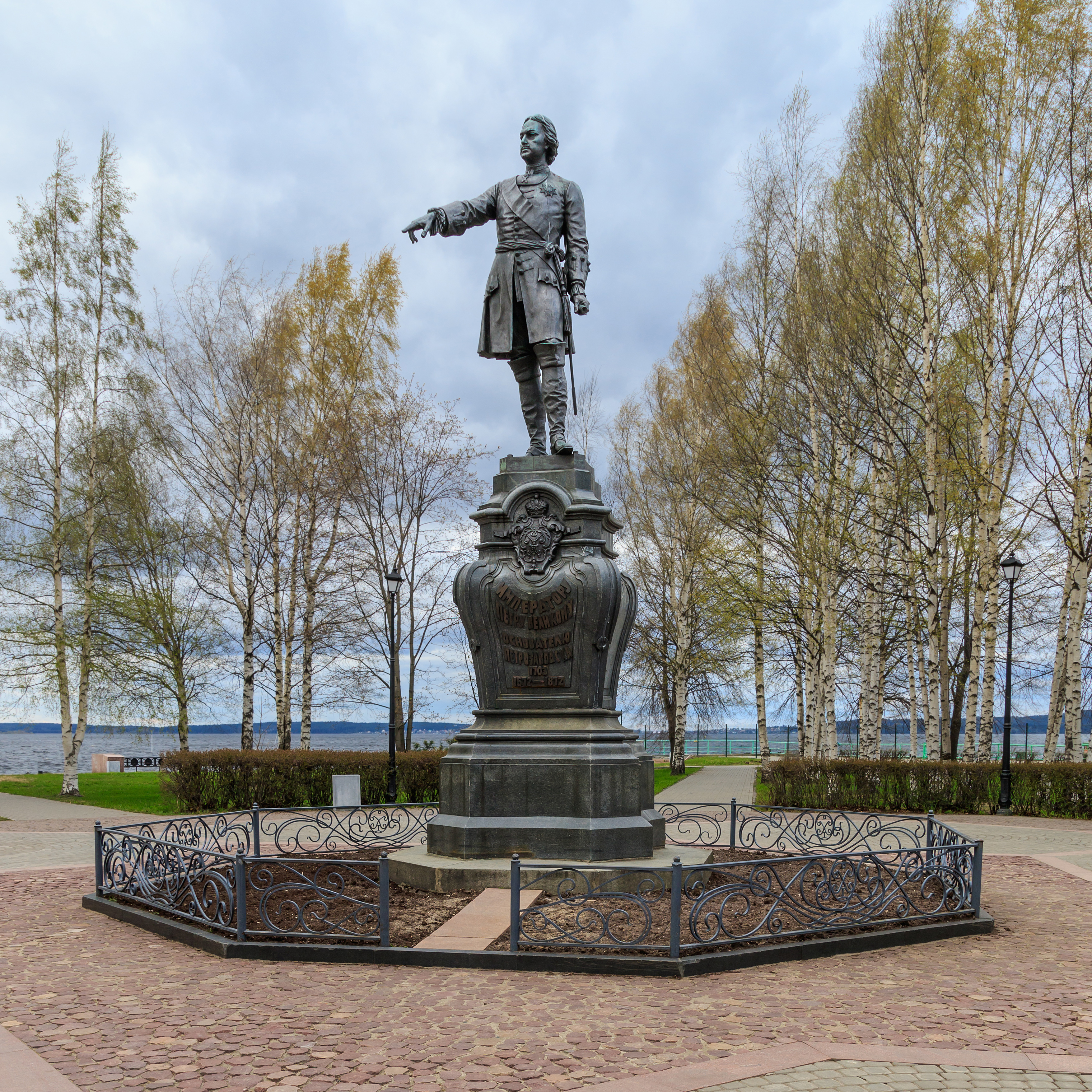
Памятник Петру I в Петрозаводске, возведённый в честь 200-летия императора
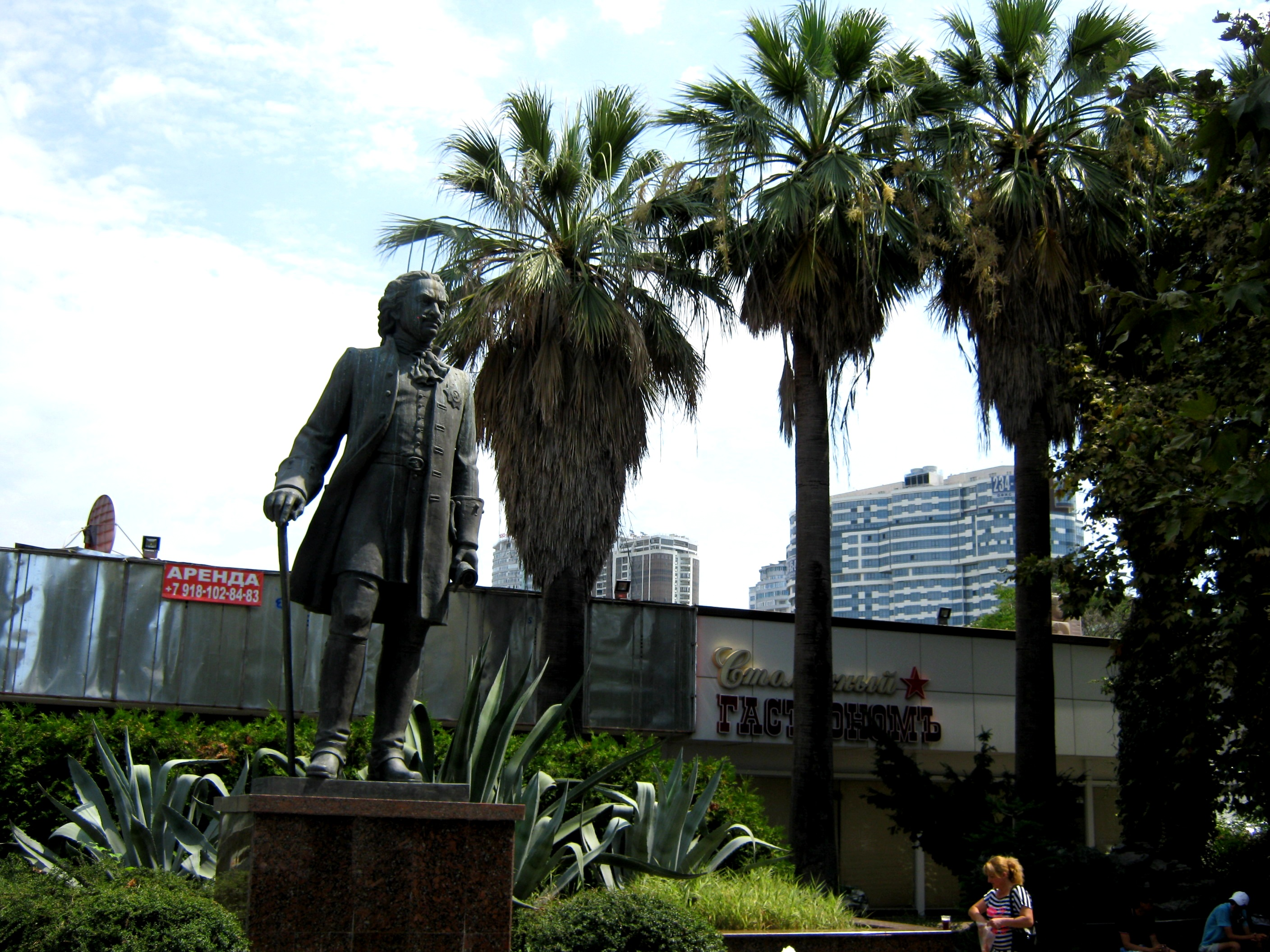
Памятник Петру I в Сочи. Возведён в 2008 году. Скульпторы В. Звонов и А. Бутаев

## Санкт-Петербург

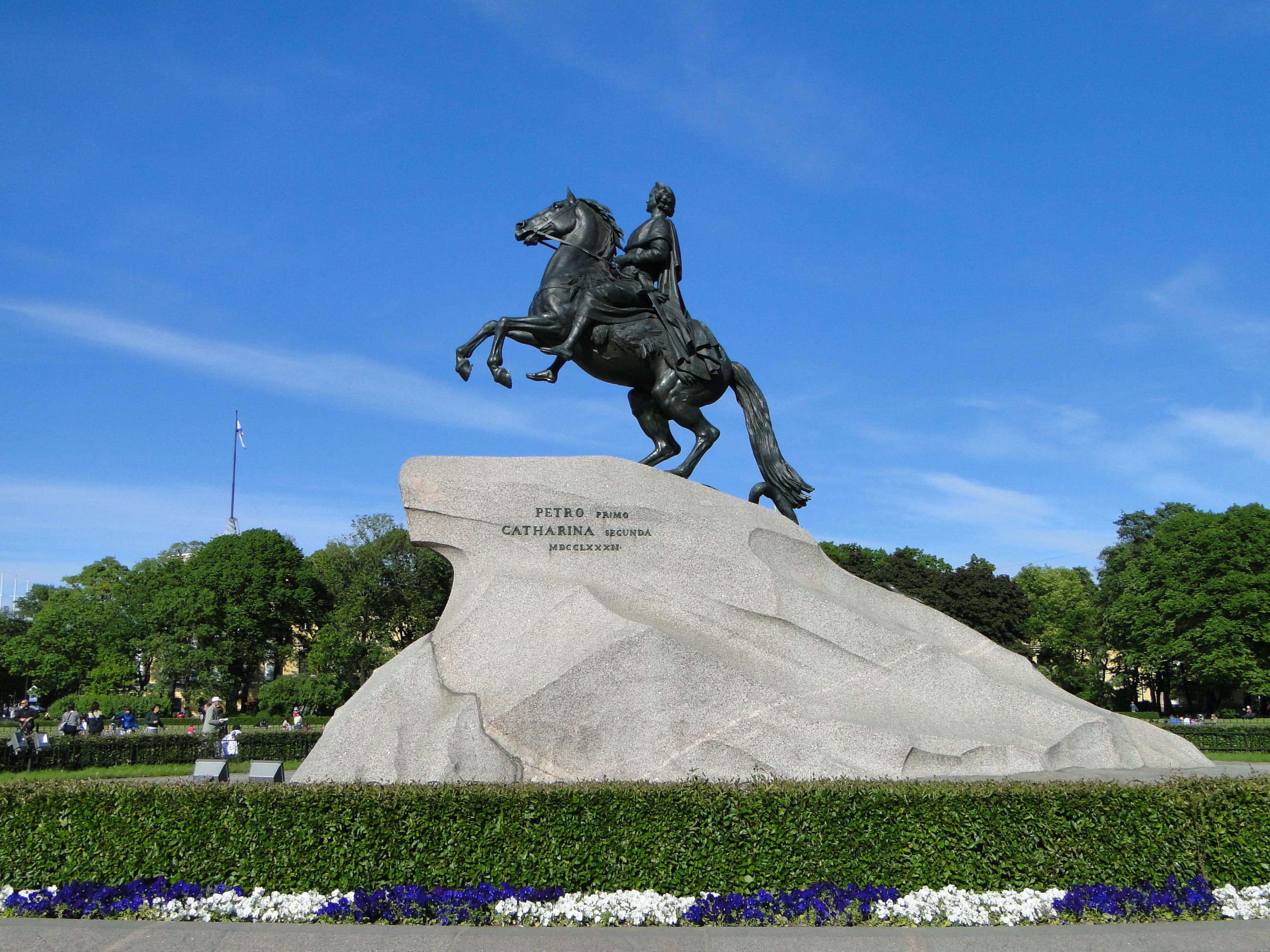
Медный всадник в Петербурге

Установлен на Сенатской площади в Санкт-Петербурге.
Памятник получил своё название благодаря знаменитой одноимённой поэме А. С. Пушкина.
Над памятником трудился коллектив авторов:

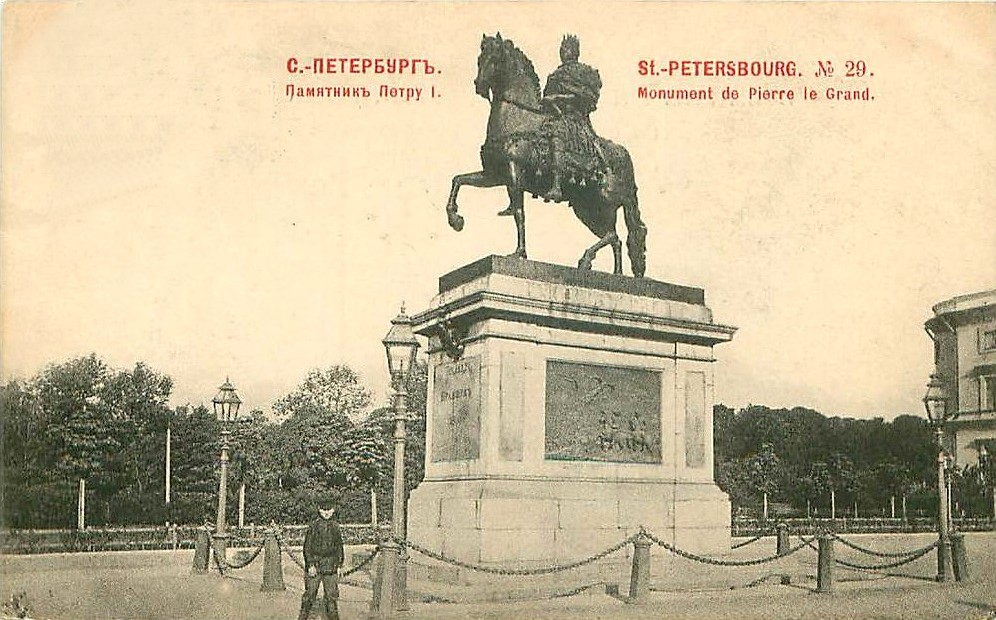
Памятник Петру I перед Михайловским замком в Петербурге (открытка 1900-х гг.)

- Конная статуя Петра выполнена скульптором Этьеном Фальконе в 1768—1770.
- Голову Петра лепила ученица Фальконе, Мари-Анна Колло.
- Змею вылепил Фёдор Гордеев по замыслу Фальконе.
- Отливка статуи выполнена под руководством мастера Емельяна Хайлова в 1778 году[1].
- Архитектор: Юрий Матвеевич Фельтен.

Для пьедестала памятника из окрестностей Лахты 26 сентября 1770 года был доставлен гигантский гранитный валун «Гром-ка́мень». В честь перевозки камня была выбита памятная медаль с надписью «Дерзновению подобно».
Памятник был торжественно открыт 7 августа 1782 года.

О композиции памятника:

Монумент мой будет прост… Я ограничусь только статуей этого героя которого я не трактую ни как великого полководца, ни как победителя, хотя он, конечно, был и тем и другим. Гораздо выше личность созидателя, законодателя…— Э. Фальконе
Венесуэльский политический деятель Франсиско де Миранда, посетивший Петербург в 1787 году, записал в своём дневнике, что он видел восковую статую Петра I «сидевшего на стуле, наряженного в одежду из голубого шёлка, ярко-красные чулки… всё это работы Графа Растрелли, итальянца. Парик был из его собственных волос и голова немного наклонена вправо, что было для него привычным делом. Его рост, отмеченный на стене, составляет без двух „вершков“ три „аршина“, довольно крупный, но ноги были тонкими в пропорции, и тело также.»
Конная статуя Петра выполнена Бартоломео Карло Растрелли.
Кроме того, в Петропавловской крепости установлен памятник работы Михаила Шемякина.
Памятники-бюсты Петра I сохранились на территории Яхт-клуба (1873, предположительно по модели Ж. Рашетта; в 1989 году заменен копией), перед Домиком Петра I (1875, арх. Э. И. Жибе́р, по модели скульптора Н. Ф. Жилле, 1760). В 1909 и 1910 годах на Адмиралтейской набережной установлены скульптурные композиции: «Пётр I спасает погибающих в Лахте в 1724 г.» и «Пётр I обучается в г. Саардаме в Голландии корабельному делу в 1697» («Царь-плотник»), отлитые по моделям скульптора Л. А. Бернштама и подаренные городу императором Николаем II. Уменьшенная копия «Царя-плотника» с 1913 года находилась в Летнем саду.

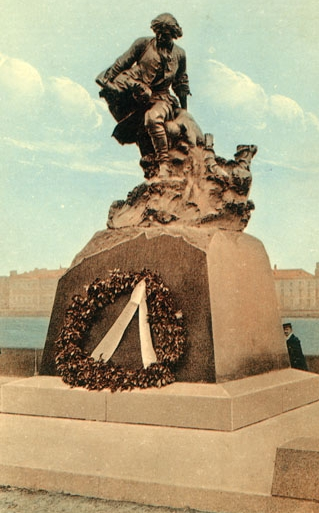
Памятник «Пётр I спасает утопающих в Лахте в 1724 году». Фото открытия в июне 1909 года

После Октябрьской революции, в 1918-31 годах большинство памятников Петру I снято из-за незначительной художественной ценности. В 1996 году копия «Царя-плотника», выполненная с находившейся в г. Саардам, подарена городу правительством Голландии и установлена на Адмиралтейской набережной (постамент — архитектор Ф. К. Романовский, художник И. Г. Уралов). После распада СССР в рамках десоветизации памятники-бюсты В. И. Ленину заменены на памятники-бюсты Петру I на Московском вокзале (скульптор А. С. Чаркин) и бывшем стадионе имени В. И. Ленина, ныне — «Петровский» (скульптор В. Э. Горевой).
Также в Петербурге имеется ещё несколько статуй первого императора России. Памятник Петру I работы Антокольского установлен в Петергофе, аналогичный ему расположен возле Сампсониевского собора. Аналогичные скульптуры расположены в Таганроге и Архангельске.

## Воронеж

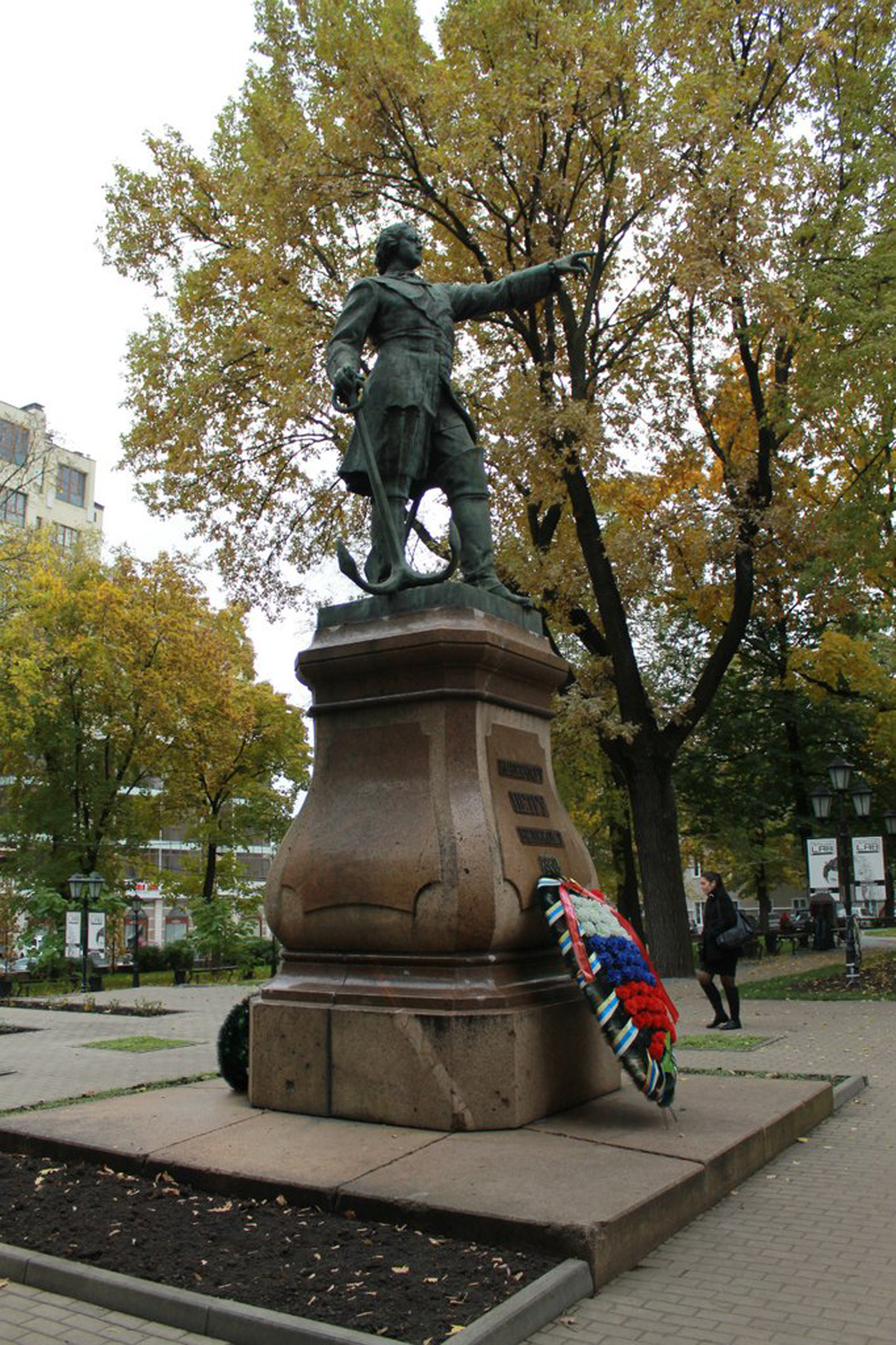
Памятник в Воронеже

В 1860 году на общественные пожертвования был открыт бронзовый памятник Петру I, выполненный в соавторстве скульптором А. Е. Шварцем и архитектором А. А. Кюи по замыслу Д. И. Гримма. Фигура была утрачена в 1942 году. В конце 1940-х — начале 1950-х годов скульпторами Н. П. Гавриловым и Г. А. Шульцем была произведена авторизованная реконструкция монумента (1947—1956; с 1947 — Н. П. Гаврилов, с 1955 — с Г. А. Шульцем). Воссоздание проходило сложно, поскольку в распоряжении художников были лишь небольшие открытки. Скульпторы изменили только отдельные детали, исправив некоторый «анахронизм» первоначального варианта — Петра изобразили не зрелым монархом (каким он представал в первой версии памятника), а таким, каким он приезжал в Воронеж в период строительства Азовского флота зимой 1694—1695 годов. Новый бронзовый памятник Петру I был установлен на сохранившемся гранитном пьедестале в январе 1956 года.

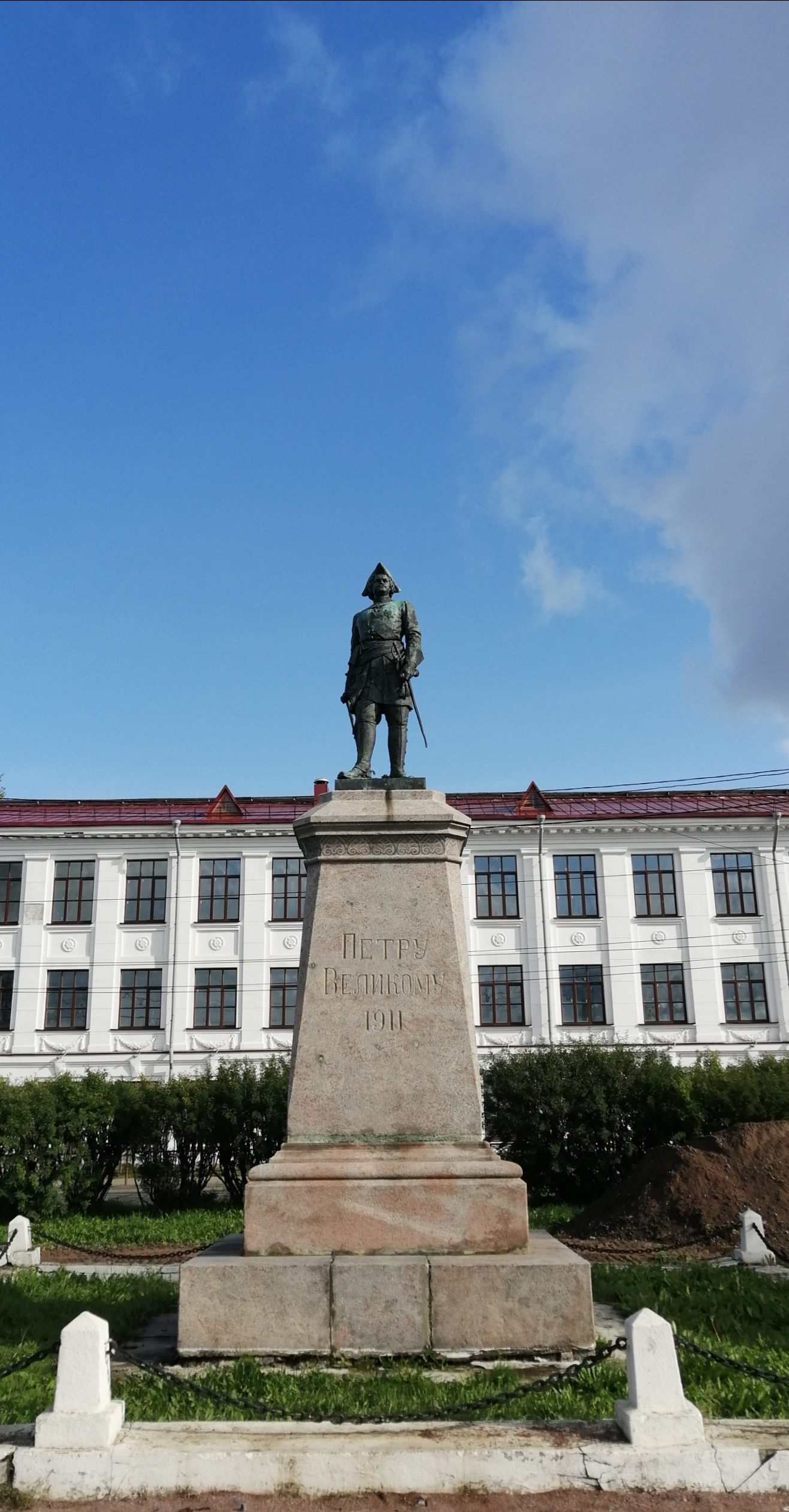
Архангельск. Памятник Петру I

12 июня 1996 года в честь императора Петра I в 330-й день его рождения на Петровском острове был установлен православный поклонный крест, сделанный из дуба. Участники этого торжественного события перед этим посетили Петровский сквер с памятником Петру I, Покровский собор и Адмиралтейскую церковь, в которой был отслужен молебен во славу российского императора.
Другим памятником Петру I можно считать бюст, который хранится в музее Воронежского государственного аграрного университета имени Императора Петра I, основанного в 1912 году как сельскохозяйственный институт имени Петра Великого. В 1916 году над его входом был установлен большой бетонный бюст российского императора. Бюст был выбран с модели головы Петра, созданной для известного Медного всадника Марией Колло. В 1930-е годы бюст сбросили, а институт переименовали. В конце XX века с найденного в земле бюста изготовили гипсовую копию, которую поместили в музей.

## Петрозаводск
Памятник работы скульптора И. Н. Шредера и архитектора И. А. Монигетти — объект культурного наследия (памятник монументального искусства) федерального значения. Заложен в 1872 году в честь 200-летия со дня рождения Петра I, а открыт в 1873 году на Круглой площади в честь 100-летия со дня открытия Александровского завода. Снесён в 1918 году, восстановлен в 1940 году в сквере на Заводской площади и перенесён в 1978 году на Онежскую набережную.

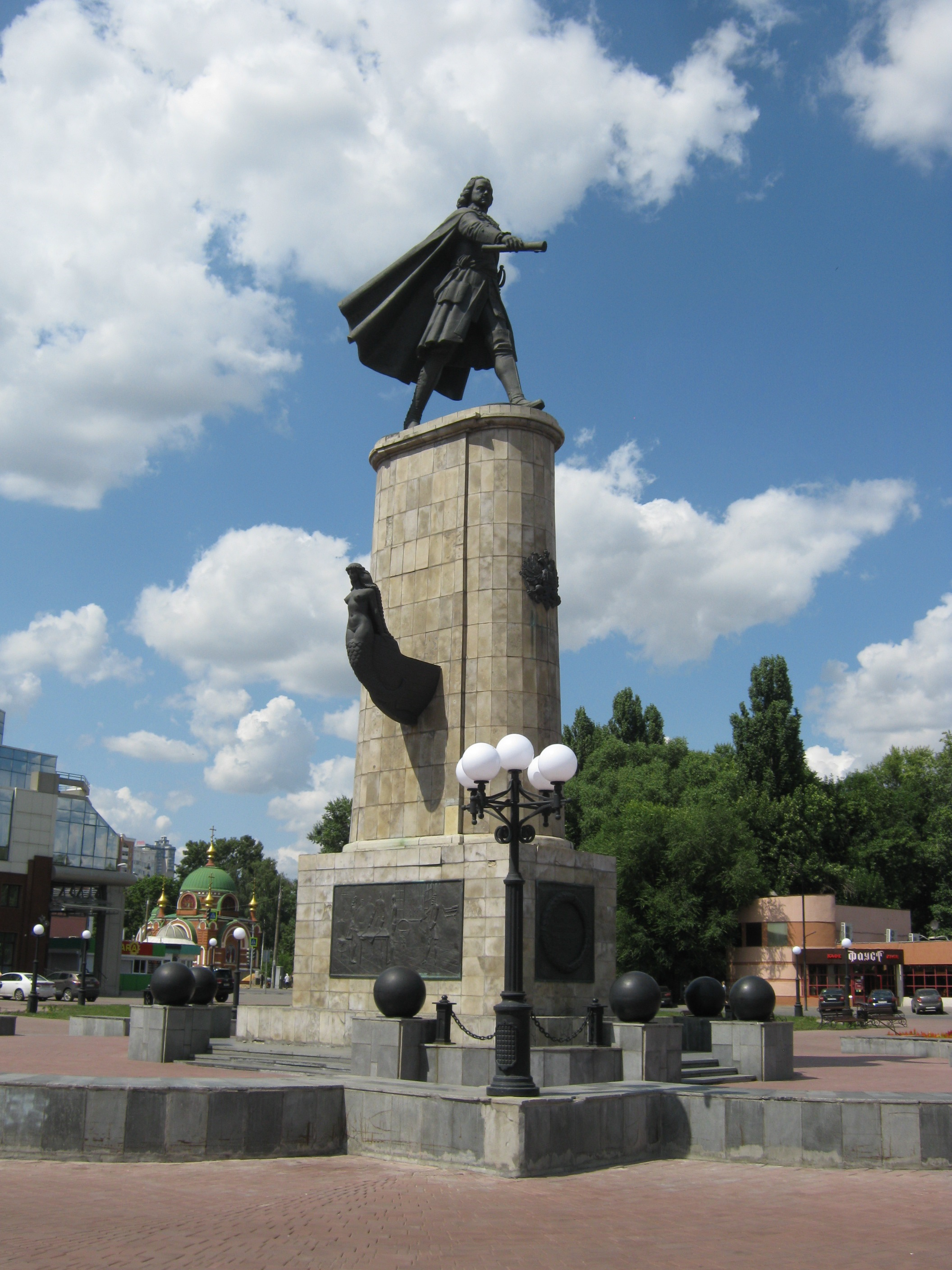
Памятник Петру I в Липецке

Памятник Петру I в Махачкале

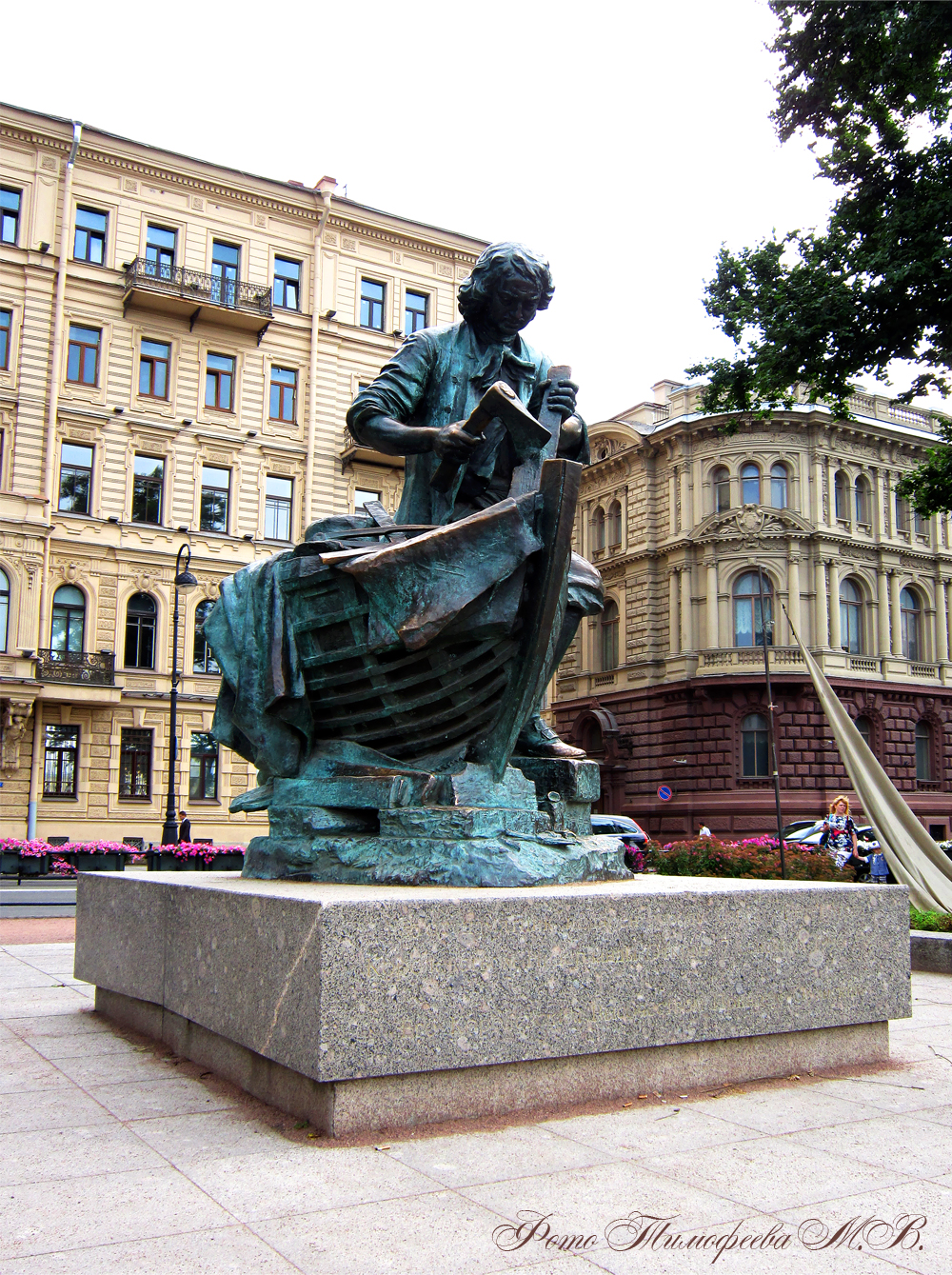
Санкт-Петербург. Памятник Петру I — «Царь-плотник» (восстановленный в 1996 вариант по старинной голландской копии)

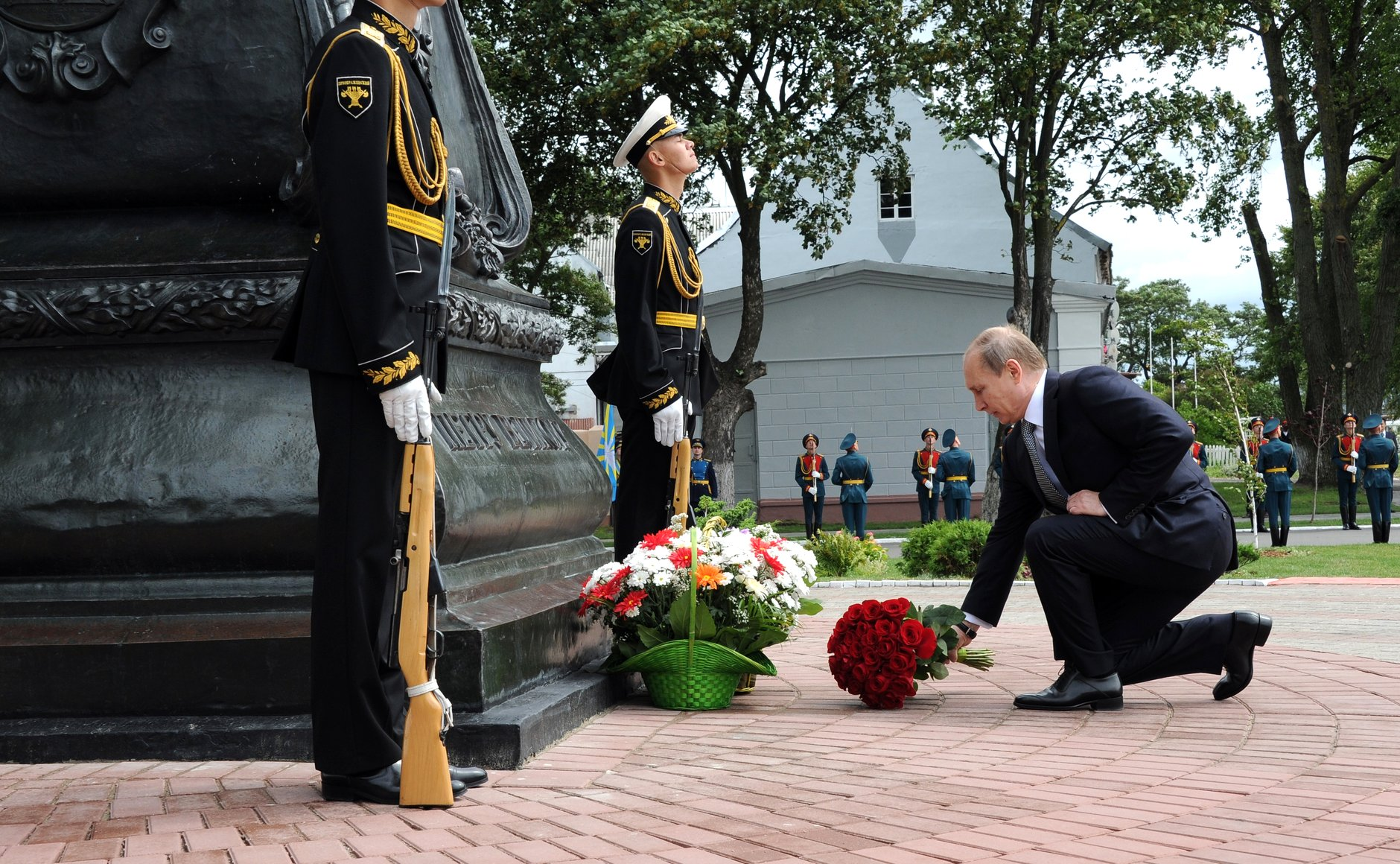
Президент РФ В. В. Путин возлагает цветы к памятнику Петру I в Балтийске

## Таганрог
Памятник работы скульптора М. М. Антокольского, установленный в Таганроге в 1903 году. Последний сохранившийся полноразмерный экземпляр, отлитый под непосредственным руководством автора. Увековечить в бронзе память основателя Таганрога императора Петра I городская общественность решила в канун 200-летия Таганрога, основанного в 1698 году. Самое деятельное участие в создании этого памятника принимал Антон Павлович Чехов, который лично внёс пожертвование, а также привлекал к сбору средств на памятник многих уроженцев Таганрога.

## Тула

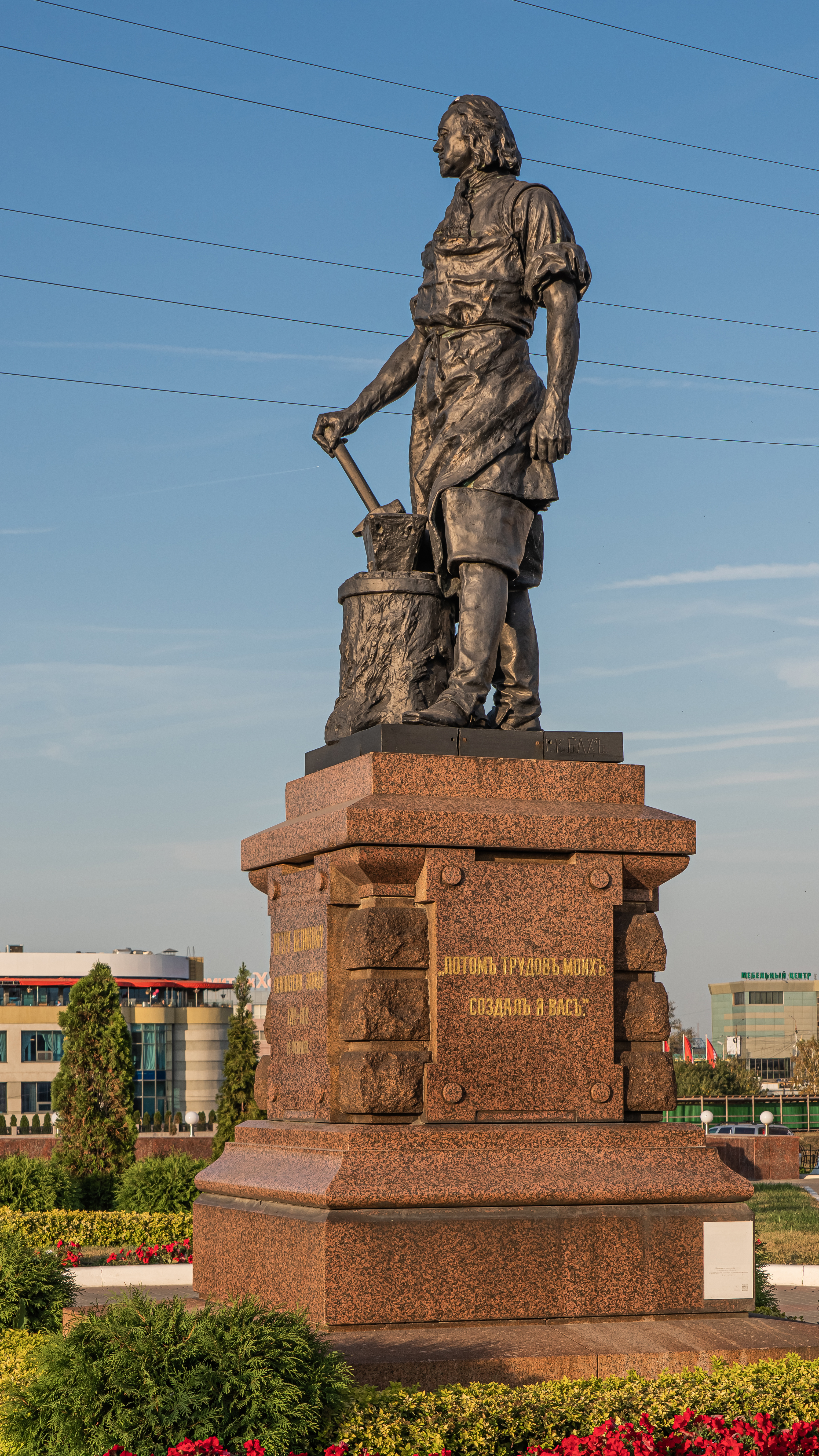
Памятник Петру I в Туле

В 1912 году в ознаменование двухсотлетия Тульского оружейного завода, на средства, собранные рабочими и служащими этого завода, был открыт памятник Петру I работы скульптора Р. Р. Баха. Первоначально памятник был установлен на территории завода, а в 1962 году перенесён на площадь перед зданием заводоуправления.

## Архангельск

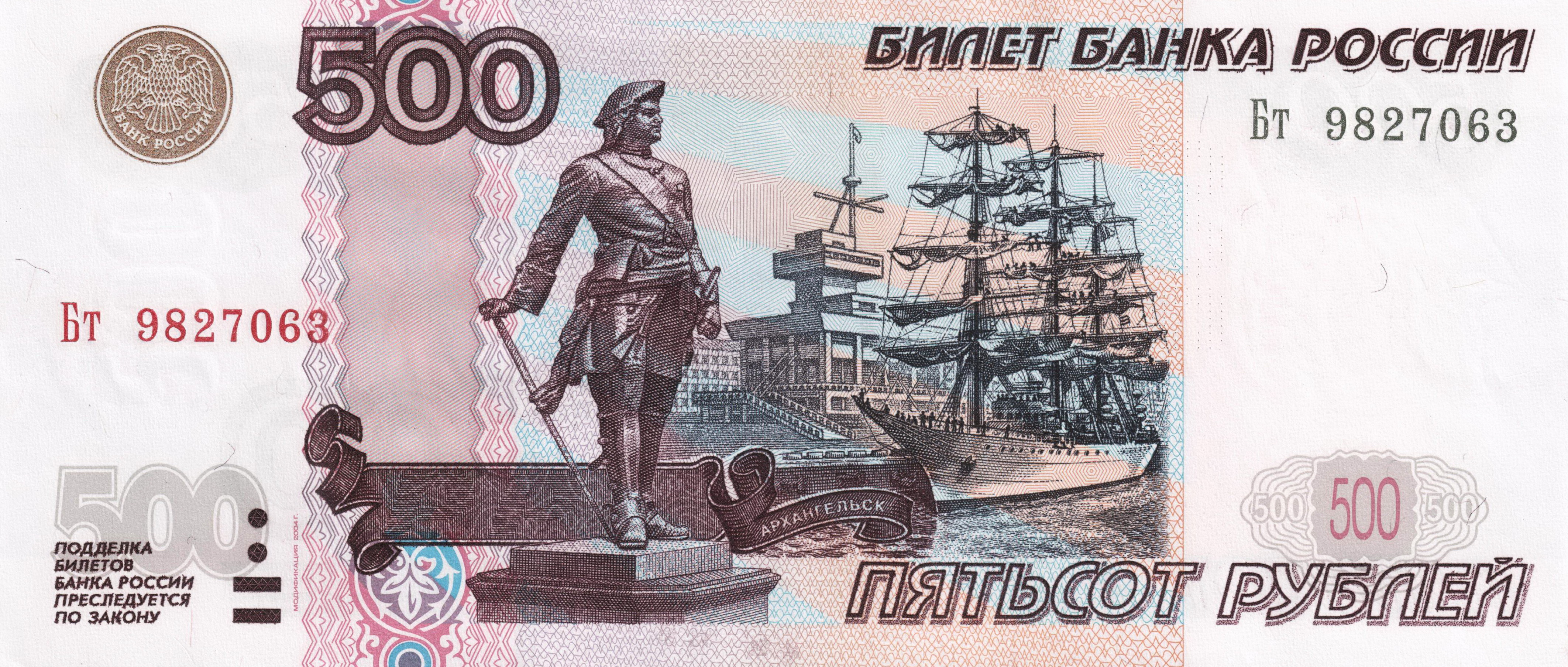
Банкнота России в 500 рублей с архангельским Петром I

Памятник сооружён на инициативе архангельского губернатора Ивана Васильевича Сосновского и официально открыт в 1914 году в Петровском парке. Скульптура отлита по модели М. М. Антокольского племянником покойного скульптора в Париже в 1909 году. Является уменьшенной копией установленного в 1903 году памятника Петру I в городе Таганроге.
Постамент из серого гранита (архитектор С. А. Пец) изготовили монахи Соловецкого монастыря в каменоломнях Кондострова в Онежской губе Белого моря. На трёх гранях постамента выбиты годы посещения Петром I Архангельска (1693, 1694, 1702). Дата на лицевой стороне (1911) означает год создания памятника.
В 1920 году статуя была сброшена с постамента, а на её месте сооружён обелиск жертвам интервенции. До 1933 года статуя лежала на берегу, после чего была перемещена в фонды краеведческого музея. В 1948 году памятник воссоздан на нынешнем месте — набережной Северной Двины — историческом месте основания Архангельска. Обелиск жертвам интервенции при этом остался на месте.
Памятник изображён на банкнотах Банка России 500 000 рублей образца 1995 года и 500 рублей образца 1997 года и модификаций 2001 года и 2004 года.

## Москва

Памятник Петру I в Измайлово, Москва

Памятник работы Зураба Церетели был воздвигнут по заказу Правительства Москвы на стрелке острова Москва-реки и Обводного канала в 1997 году.
Существует также памятник Петру I в Измайлово работы Льва Кербеля, установленный в 1998 году.
Ещё одна скульптура Петра I работы Франгуляна установлена в парке музея Коломенского около домика Петра I. Это авторская копия скульптуры установленной в Антверпене.

## Сочи
1 мая 2008 года на площади у мелководного причала морского порта в Сочи был открыт памятник императору.
Высота бронзового памятника с постаментом около 5,5 метров, он был отлит на заводе в Минске (Белоруссия).
Авторы памятника — скульпторы из Сочи А. Бутаев и В. Звонов). Работа над скульптурой заняла 4 месяца.

## Нижний Новгород

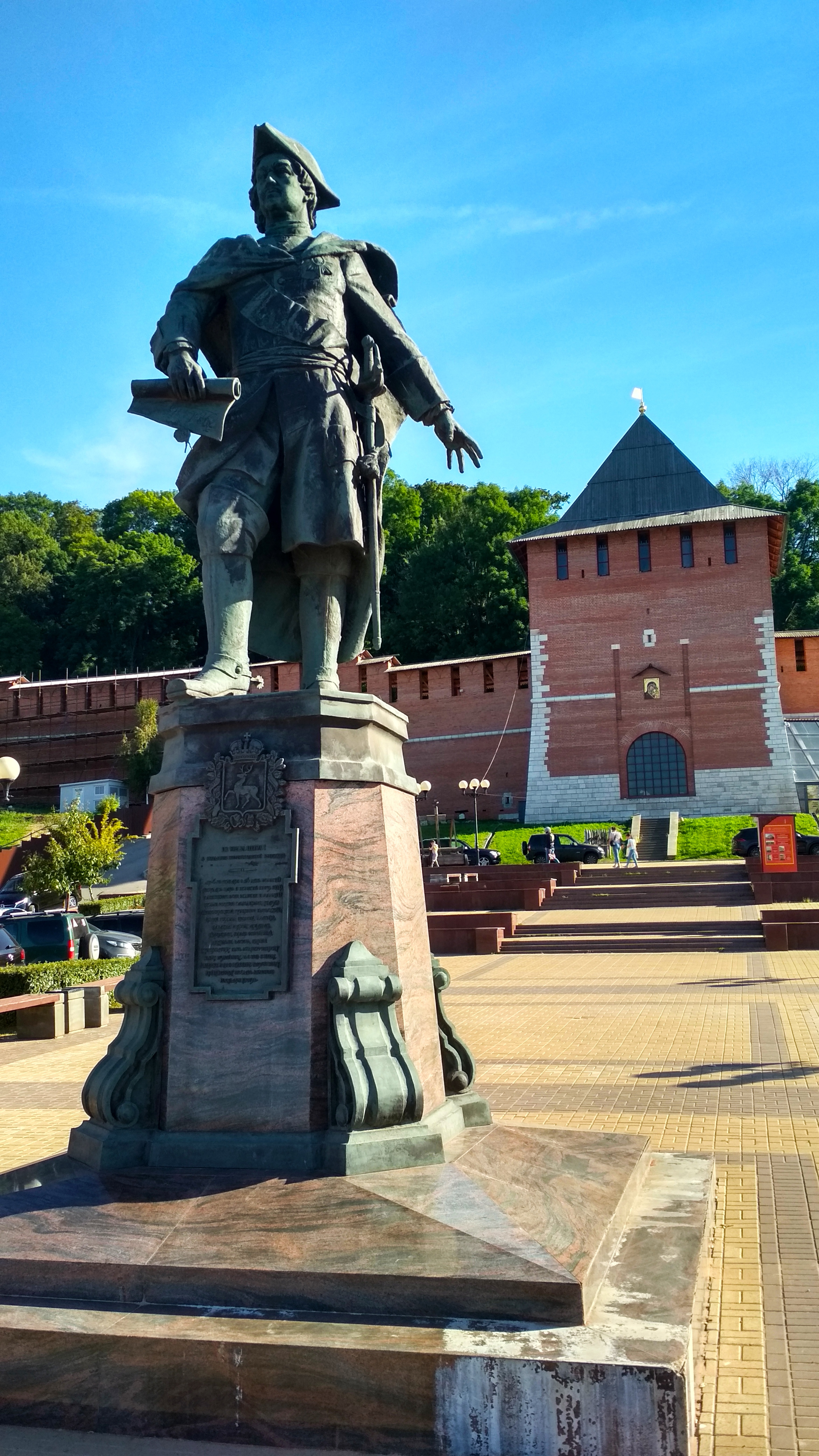
Нижний Новгород. Памятник Петру I у кремля.

Открытие памятника на площади перед Зачатьевской башней Кремля состоялось 24 сентября 2014 года. Его установка была приурочена к празднованию 300-летия Нижегородской губернии, образованной по указу Петра I. Авторский коллектив — скульптор Алексей Щитов и архитектор Сергей Шорохов.

## Список памятников
Структурированный по странам и самоуправляемым территориям список памятников Петру I представлен ниже.

### Бельгия
Брюссель
- Памятник-бюст Петру I в Брюсселе в Королевском (Брюссельском) парке

Валлония
- Памятник-бюст Петру I в Спа в павильоне над источником Петра Великого

Фландрия
- Памятник Петру I в Антверпене — скульптор Георгий Вартанович Франгулян

### Великобритания
Англия
- Памятник Петру I в Лондоне, в районе Дептфорд на берегу Темзы — скульптор Михаил Михайлович Шемякин

### Латвия
- Памятник Петру I в Риге — скульптор Густав Шмидт-Кассель (демонтирован, статуя сохранилась) Фото Архивная копия от 7 марта 2016 на Wayback Machine

### Нидерланды
- Памятник Петру I в Зандаме — скульптор Леопольд Адольфович Бернштам
- Памятник Петру I в Роттердаме — скульптор Леонид Михайлович Баранов

### Россия
Республика Дагестан
- Памятник Петру I в Дербенте на территории музейного комплекса «Дом Петра I в Дербенте» — скульптор Марк Матвеевич Антокольский
- Памятник-бюст Петру I в Кизляре перед входом в Центральный городской сад — скульптор Николай Иванов
- Памятник-бюст Петру I в Махачкале на площади Петра I («От благодарного дагестанского народа основателю города») — скульптор Венера Зарипова

Республика Карелия
- Памятник Петру I в Петрозаводске на Онежской набережной — скульптор Иван Николаевич Шредер

Алтайский край
- Памятник Петру I в Бийске в парке Гаркавого — скульптор Сергей Исаков
- В Барнауле на территории Барнаульского юридического института (открыт в ноябре 2018 года)[10].

Краснодарский край
- Памятник Петру I в Сочи у причала морского порта — скульпторы Александр Бутаев и Вячеслав Звонов

Приморский край
- Памятник-бюст Петру I во Владивостоке на территории Института военного обучения Дальневосточного государственного университета — скульптор Георгий Фёдорович Шароглазов

Архангельская область
- Памятник Петру I в Архангельске на набережной Северной Двины — скульптор Марк Матвеевич Антокольский

Астраханская область
- Памятник Петру I в Астрахани на проспекте Анатолия Гужвина — скульптор Андрей Николаевич Ковальчук

Белгородская область
- Памятник Петру I в Белгороде в Южном парке — скульптор Анатолий Александрович Шишков[11]

Волгоградская область
- Памятник-бюст Петру I в Волгограде на пересечении улиц Володарского и Чуйкова — скульптор Александра Ерёменко

Вологодская область
- Памятник-обелиск Петру I в селе Бобровское на берегу реки Сухона (сохранился постамент)
- Памятник-обелиск Петру I у входа в Белозерский канал со стороны реки Ковжа на берегу Белого озера в ознаменование окончания строительства канала Мариинской системы (состояние неизвестно)

Воронежская область
- Памятник Петру I в Воронеже в Петровском сквере — скульпторы Николай Павлович Гаврилов и Гавриил Александрович Шульц (1956, восстановлен памятник 1860 года)
- Памятник царю Петру I и первому епископу Воронежскому Митрофану в Воронеже на Адмиралтейской площади — скульпторы 	И. В. Макарова и М. В. Батаев (2024)
- Памятник-бюст Петру I в Павловске на Петровской площади в Петровскому парке (1988, привезён в город в 1973)

Калининградская область
- Памятник Петру I в Балтийске на берегу пролива — скульпторы И. А. Минин и В. И. Бартенёв
- Памятник Петру I в Калининграде у штаба Балтийского флота («Основателю флота России») — скульптор Лев Ефимович Кербель
- Памятник-валун Петру I в Черняховске

Ленинградская область
- Памятник Петру I в Выборге на Петровской скале — скульптор Леопольд Адольфович Бернштам (восстановлен на новом постаменте); барельеф Петра I на стеле «Город воинской славы»
- Памятник Петру I в Кингисеппе перед зданием городской администрации — скульптор Михаил Польский. Открыт 22 августа 2020 г.
- Памятник-обелиск Петру I в Лодейном Поле на берегу Свири
- Памятник-пирамида Петру I на берегу Невы под «Красными Соснами» (недалеко от современного Кировска) (воссоздан и открыт 9 июня 2013 г. в благодарность Императору за особое отношение к армянскому народу)
- Памятник-бюст Петру I в Новой Ладоге у Староладожского канала — скульптор Борис Анатольевич Петров
- Памятник-бюст Петру I в Приозерске у Собора Рождества Богородицы — скульптор Владимир Эмильевич Горевой (восстановлен после значительных утрат)
- Памятник Петру I в Шлиссельбурге у входа в Староладожский канал — скульптор Марк Матвеевич Антокольский (первый памятник воздвигнутый царю в СССР)
- Памятник-пирамида Петру I на берегу Тихвинского канала у деревни Сухая Нива

Липецкая область
- Памятник-обелиск Петру I в Липецке на Петровском спуске
- Памятник Петру I в Липецке на Площади Петра Великого — скульптор Вячеслав Михайлович Клыков

Нижегородская область
- Памятник Петру I в Нижнем Новгороде, напротив Зачатьевской башни Нижегородского кремля с видом на Волгу

Новгородская область
- Памятник Петру I в Великом Новгороде работы скульптора Александра Пшерацкого и архитектора Юрия Романенко открыт 9 июня 2009 года на Набережной реки Гзень

Омская область
- Памятник Петру I в Омске работы скульптора Сергея Полегаева открыт 27 мая 2022 в историко-культурном комплексе Омская крепость[12]

Псковская область
- Памятник Петру Великому в Великих Луках работы скульптора Олега Николаевича Седова установлен 22 декабря 2020 г. в парке «Петровский»[13] (аналогичный памятник в с. Дубровичи)

Ростовская область
- Памятник Петру I в Азове на Петровском бульваре — скульптор Олег Константинович Комов
- Памятник Петру I в Ростове-на-Дону (планируется к установке)  Архивная копия от 23 июля 2010 на Wayback Machine
- Памятник Петру I в Таганроге у порта — скульптор Марк Матвеевич Антокольский

Рязанская область
- Памятник Петру I в с. Дубровичи Рязанского района — скульптор Олег Николаевич Седов открыт 18 ноября 2018 г.[14]

Саратовская область
- В Саратове перед речным вокзалом на площади, получившей имя Петра Первого, открыт 22 апреля 2022 года (скульпторы Андрей и Сергей Щербаковы)[15].
- Памятник Петру I в Петровске на привокзальной площади — скульптор Марк Матвеевич Антокольский; открыт 12 июня 1995 г. на месте бюста К. Марксу.
- Памятник Петру I в Шумейке на территории школы. Открыт 13 января 2016 г.[16]
- Памятник Петру I в Энгельсе на территории парк-отеля Новый век Архивная копия от 26 января 2016 на Wayback Machine — скульптор Валерий Ювенальевич Кузнецов; открыт 4 ноября 2012 г.[17]

Свердловская область

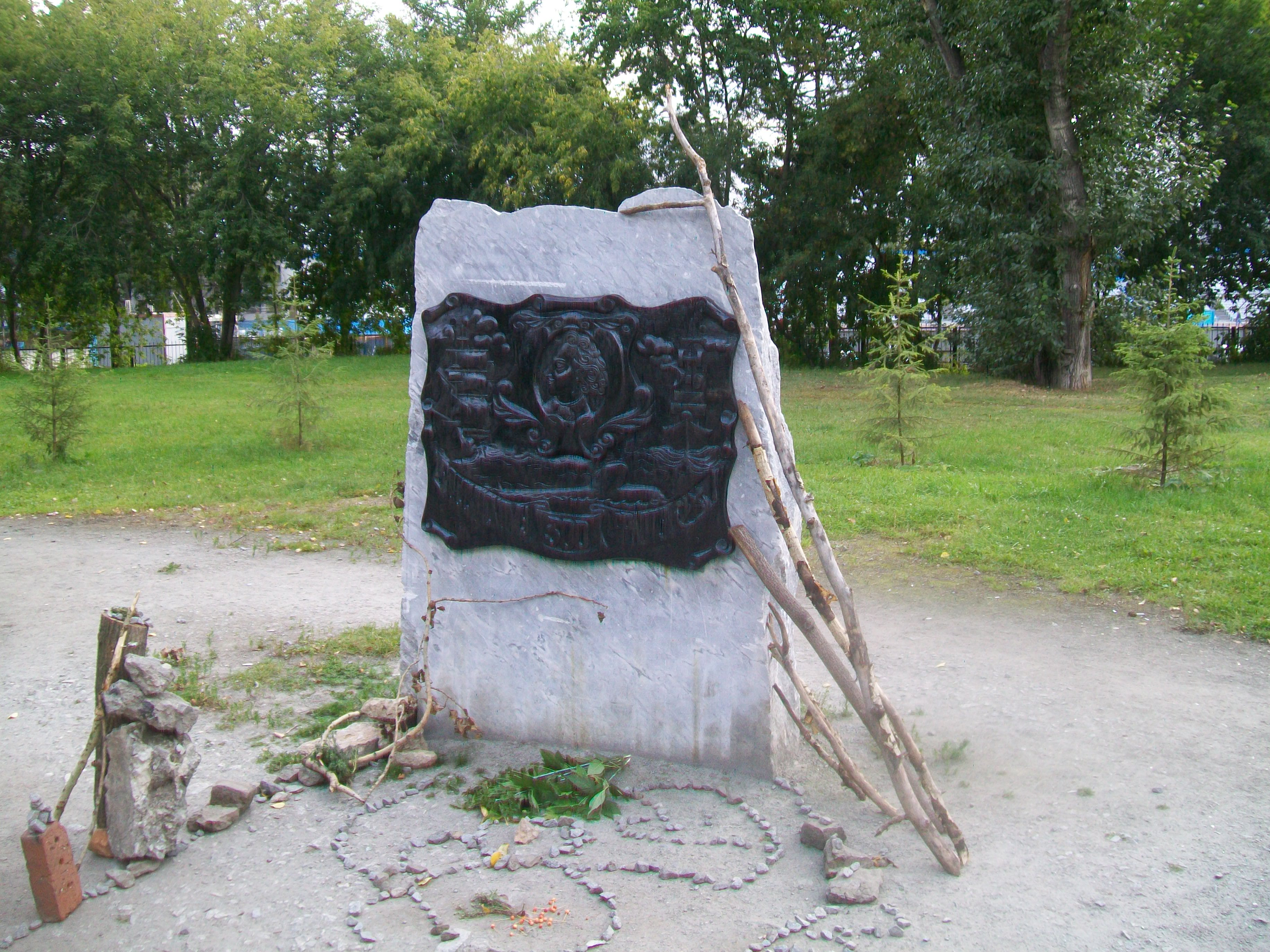
Барельеф Петра I на памятном знаке к 300-летию Российского флота (Екатеринбург)

- Памятник-бюст Петру I в Екатеринбурге у Музея истории архитектуры и промышленной техники Урала (восстановлен после утраты)
- Памятник 300-летию Российского флота в Екатеринбурге недалеко от Дворца игровых видов спорта
- Памятник Петру I и Никите Демидову в Невьянске у Невьянской башни — скульптор Константин Васильевич Грюнберг
- Памятник Петру I и Никите Демидову в Невьянске на территории Невьянского завода

Тверская область
- Памятник Петру I и Михаилу Сердюкову — строителям Вышневолоцкой водной системы в Вышнем Волочке на привокзальной площади — скульптор Юрий Викторович Злотя
- Памятник-бюст Петру I в Вышнем Волочке. Скульптор — Юрий Викторович Злотя; открыт в 2007 г.

Тульская область
- Памятник Петру I в Туле у Оружейного завода («Петру Великому основателю завода») — скульптор Роберт Романович Бах. Установлен в 1912 году, в связи с 200-летием основания оружейного завода.

Ульяновская область
- Памятник-бюст Петру I в Димитровграде возле кафе «Монарх», скульптор — Олег Клюев

Ярославская область
- Памятник-обелиск Петру I в селе Веськово у Музея ботика Петра I — автор Пётр Сантинович Кампиони, 1852 год
- Памятник Петру I в селе Веськово у Музея ботика Петра I («Юный Пётр на Плещеевом озере»), скульптор — В. Казачок; открыт в 1992 году.

Москва
- Памятник Петру I на Москве-реке («В ознаменование 300-летия российского флота») — скульптор Зураб Константинович Церетели
- Памятник Петру I в усадьбе Измайлово — скульптор Лев Ефимович Кербель
- Памятник-обелиск Петру I и Францу Лефорту в Лефортово на Красноказарменной улице — скульптор Владимир Александрович Суровцев
- Памятник-бюст Петру I в беседке-ротонде Лефортовского парка
- Памятник Петру I и Николаю Бидлоо на территории госпиталя имени Н. Н. Бурденко открыт в декабре 2008 года — скульптор Леонид Михайлович Баранов
- Памятник-бюст Петру I на территории госпиталя имени Н. Н. Бурденко. Позолоченный бюст на высоком пирамидообразном постаменте.
- Памятник — бюст Петру I на территории Морского центра имени Петра Великого.
- Памятник — бюст Петру I на территории Казачьего кадетского корпуса имени М. А. Шолохова. Открыт 1 сентября 2008 г.
- Памятник-обелиск Петру I в усадьбе Кузьминки (утрачен)

Санкт-Петербург
- Памятник Петру I на Сенатской площади («Петру Первому Екатерина Вторая» или «Медный всадник») — скульптор Этьен Морис Фальконе
- Памятник Петру I у Михайловского замка («Прадеду Правнук») — скульптор Бартоломео Карло де Растрелли
- Памятник-бюст Петру I перед Домиком Петра — скульптор Николя-Франсуа Жилле
- Памятник-бюст Петру I на фасаде Нахимовского училища (Городского училищного дома Петра Первого) («Отцу Отечества») — скульптор В.В.Кузнецов
- Памятник Петру I в Петровском парке Кронштадта («Петру Первому основателю Кронштадта») — скульптор Теодор-Наполеон Жак
- Памятник-бюст Петру I на территории филиала Санкт-Петербургского военно-морского института (Морской пер., 3). Установлен в 2006 г.
- Памятник-бюст Петру I в Ботаническом саду (ул. Профессора Попова, 2). Скульптор Олег Сатин. Открыт 23 июня 2014 года.
- Памятник-бюст Петру I перед Санкт-Петербургским Политехническим университетом (Политехническая ул., 29). Скульптор Б. А. Петров, архитекторы И. Регинский, Т. Н. Милорадович. Открыт 25 мая 2016 года.
- Памятник Петру I в Нижнем парке Петергофа — скульптор Марк Матвеевич Антокольский (восстановлен после утраты)
- Памятник-бюст Петру I на территории яхт-клуба на Крестовском острове («Петру Первому основателю российского флота») — скульптор И.Н.Иванов-Скобликов (восстановлен после утраты)
- Памятник Петру I на Адмиралтейской набережной («Царь-плотник» или «Пётр I обучается в городе Саардаме в Голландии корабельному делу в 1697») — скульптор Леопольд Адольфович Бернштам (восстановлен после утраты)
- Памятник Петру I у Сампсониевского собора на Выборгской стороне — скульптор Марк Матвеевич Антокольский (восстановлен после утраты)
- Памятник-бюст Петру I на Большой Охте («Благодарные охтяне») — скульптор Илья Яковлевич Гинцбург (восстановлен после утраты)
- Памятник-бюст Петру I в форте Кроншлот («Державному основателю») — скульптор Вениамин Георгиевич Сидоренко (восстановлен после утраты)
- Памятник Петру I в районе Купеческой гавани Петергофа («Пётр I целует инфанта Людовика XV») — скульптор Леопольд Адольфович Бернштам (восстановлен после утраты)
- Памятник Петру I в Петропавловской крепости — скульптор Михаил Михайлович Шемякин
- Памятник-бюст Петру I в Сестрорецке («Петру Великому основателю Сестрорецка») — скульптор Борис Анатольевич Петров
- Памятник-бюст Петру I на Большой Монетной улице — скульптор Владимир Эмильевич Горевой
- Памятник-бюст Петру I в Усть-Ижоре — скульптор Александр Васильевич Дегтярёв
- Памятник Петру I в Стрельне перед Константиновским дворцом — скульптор Густав Шмидт-Кассель (копия демонтированного памятника Петру I в Риге)
- Композиция «Царская прогулка» в Стрельне у причала — скульптор Михаил Михайлович Шемякин
- Памятник Петру I у гостиницы «Прибалтийская» — скульптор Зураб Константинович Церетели
- Памятник Петру I на Адмиралтейской набережной («Пётр I спасает погибавших близ деревни Лахта в ноябре 1724 года») — скульптор Леопольд Адольфович Бернштам (утрачен)
- Памятник Петру I на Кирочной улице («Державному основателю преображенцы») — скульптор Марк Матвеевич Антокольский (утрачен)
- Памятник Петру I в Летнем саду («Царь-плотник») — скульптор Леопольд Адольфович Бернштам (утрачен)
- Памятник Петру I у здания «Арсенала» на улице Комсомола (Симбирской) («Петру Великому Державному основателю Арсенала») — скульптор Всеволод Всеволодович Лишев (утрачен)
- Памятник Петру I у Курзала на территории Сестрорецкого Курорта (утрачен)
- Памятник-бюст Петру I в Кронштадтском Адмиралтействе («200-летию Кронштадта») (утрачен)
- Памятник-бюст Петру I в Нижнем парке Стрельны (утрачен)
- Памятник-бюст Петру I на Елагином острове (утрачен)
- Памятник Петру I в Адмиралтействе — скульптор Владимир Александрович Суровцев. Бронзовая фигура на постаменте. Открыт 17 декабря 2014 г.

Ряд скульптурных изображений Петра I в Санкт-Петербурге в настоящее время находится внутри помещений:
- Памятник-бюст Петру I у надгробия на могиле Императора в Петропавловском соборе. Копия с мраморного оригинала скульптора Карло Альбогини. Установлен в 1972 г.
- Памятник-бюст Петру I в световом зале Московского вокзала — скульптор Альберт Серафимович Чаркин . Открыт 23 июля 1993 г.
- Памятник-бюст Петру I в Смольном. Установлен в 1991 г. на место бюста Ленина. Копия с работы неизвестного автора.
- Памятник-бюст Петру I в здании Нахимовского училища. Гипсовый бюст. Скульптор Л. Е. Кербель. Установлен 29 мая 1994 г.
- Памятник-бюст Петру I в здании УФСБ по Санкт-Петербургу. Бронзовый бюст. Скульптор А. С. Чаркин. Установлен в 1997 г. на место бюста Ленина.
- Памятник-бюст Петру I на парадной лестнице Главного Адмиралтейства (Адмиралтейский проезд, 2).
- Памятник-бюст Петру I при входе на лестницу Морского Кадетского корпуса (наб. лейтенанта Шмидта, 17). Бронзовый бюст на постаменте. Скульптор А. В. Дегтярёв.
- Памятник — бюст Петру I в здании заводоуправления ГП «Адмиралтейские верфи» (наб. реки Фонтанки, 203). Скульптор — Григорий Черниченко. Открыт 3 ноября 1994 г.
- Памятник Петру I (бронзовая фигура в полный рост) в вестибюле здания администрации Государственного музея городской скульптуры (Невский пр., 179/2).

### Украина
- Монумент славы Петра I в Полтаве — по проекту архитектора Жана Тома де Томона
- Памятник Петру I в Полтаве на месте отдыха императора после битвы — по проекту архитектора Александра Павловича Брюллова
- Памятник Петру I в Полтаве перед Музеем Полтавской битвы — скульптор Амандус Генрих Адамсон
- Памятник-бюст Петру I в Николаеве перед зданием Городской думы — скульптор А.Опекушин, 1909 год (утрачен)

### Чехия
- Памятник-бюст Петру I в Карловых Варах на Петровской горе

### Эстония
- Памятник-бюст Петру I в Нарве (утрачен)
- Памятник Петру I в Таллине на площади Свободы — скульптор Леопольд Адольфович Бернштам (утрачен)